# Francesca Gambacorta Magliani
Francesca Gambacorta Magliani (Palermo, 8 luglio 1845 – Palermo, 1910) è stata una pittrice italiana.

## Biografia
Francesca Gambacorta nacque a Palermo l'8 luglio 1845, in una famiglia nobile. Studiò pittura nella città natale e poi a Firenze, dove conobbe e sposò Agostino Magliani, che fu Senatore del Regno, più volte Ministro delle Finanze e Ministro del Tesoro ad interim negli anni dal 1878 al 1888.
Nel corso della sua carriera artistica, Francesca Gambacorta Magliani dipinse molte copie di antichi maestri, scene di genere, ritratti, pastelli. Nel 1890, fu autrice dei ritratti a grandezza naturale del Re Umberto di Savoia e della Regina Margherita conservati nella collezione dei dipinti del Castello Reale di Sarre. È questo il "momento storico di massima affermazione e ascesa della dinastia negli ambienti della capitale romana".  Nel 2004 il ritratto di Margherita di Savoia è stato esposto nel Cabinet de Gravures del Castello di Sarre nella mostra Ritratti di Regine. Margherita, Elena e Maria José di Savoia: incisioni, litografie, fotografie per la memoria ufficiale e privata.
In seguito, l'artista dipinse il ritratto della principessa Elena di Savoia (post 1896), che si trova nel palazzo del Quirinale ed è stato esposto nella mostra Il Quirinale. Dall'unità d'italia ai nostri giorni, che si è svolta dal 30 novembre 2011 al 17 marzo 2012 presso il Palazzo del Quirinale, in occasione delle celebrazioni per i 150 anni dell'Unità d'Italia.
Francesca Gambacorta Magliani esercitò una grande influenza sul marito, fu una brillante rappresentante della società romana ed animò uno dei salotti più eleganti della capitale.